# Batalha de Chernigov
A Batalha de Chernigov (ou Cherniguive, ou Chernihiv), também conhecida como Cerco de Chernigov, foi um confronto armado que começou no dia 24 de fevereiro de 2022 durante a invasão da Ucrânia pela Rússia. Os russos conseguiram inicialmente cercar boa parte da cidade, mas as tropas ucranianas romperam o sítio. No começo de abril, o exército russo abandonou suas posições e recuaram rumo ao norte e leste.

## Batalha

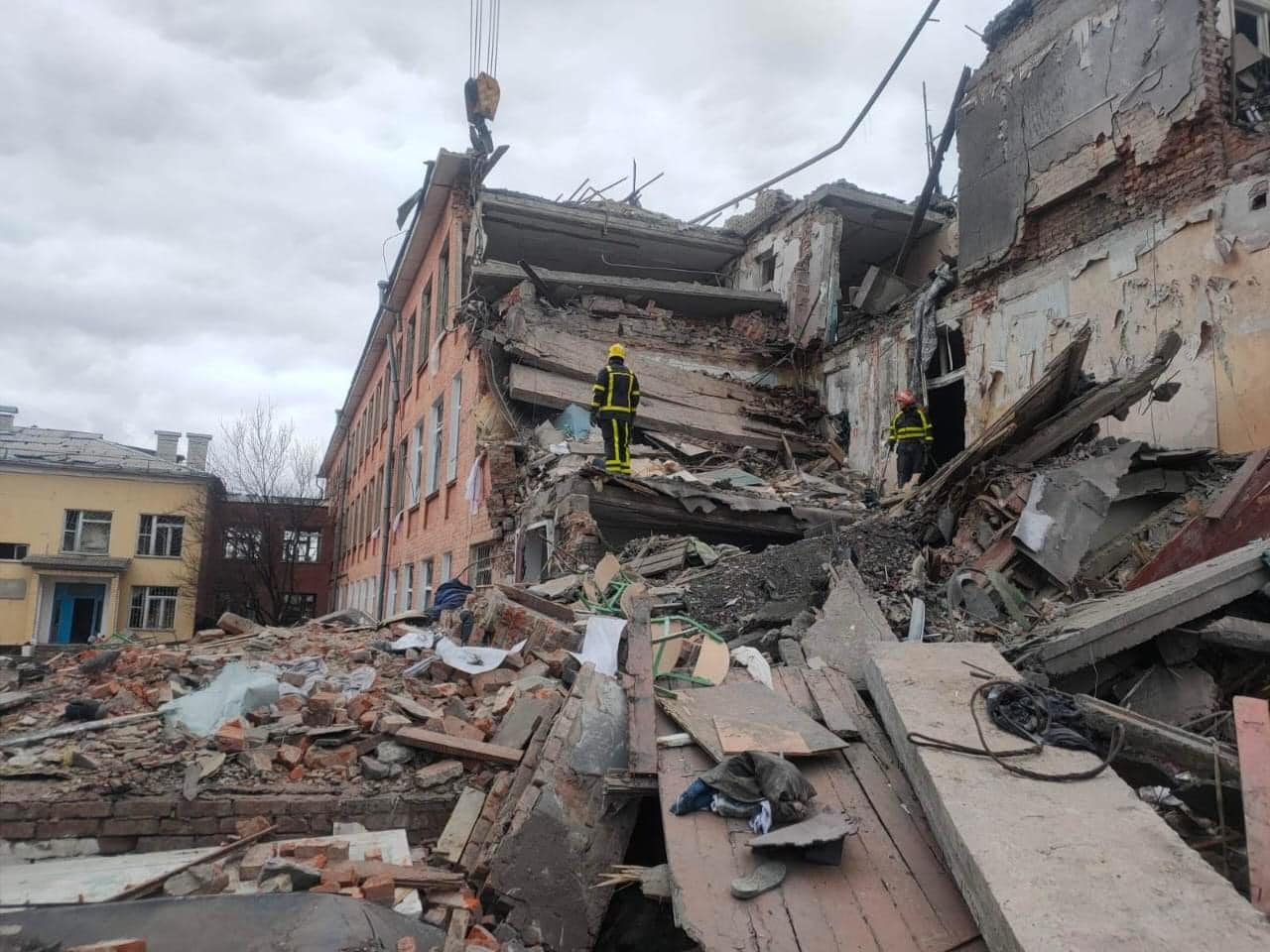
Destruição em Chernigov

Às 03:27 de 24 de fevereiro, foi noticiado que um capitão e um cabo da 11ª Brigada de Assalto Aéreo da Guarda, parte das Tropas Aerotransportadas da Rússia, se renderam a forças ucranianas perto de Chernigov. No mesmo dia, a Ucrânia alegou que um pelotão de reconhecimento da 74ª Brigada de Fuzileiros Motorizados capitulou.
Às 08:34 do dia seguinte, o exército ucraniano anunciou ter repelido um ataque das forças invasoras em Chernigov e apreendido equipamentos e documentos russos. De acordo com o Ministério da Defesa britânico, as forças russas haviam falhado em capturar a cidade e optaram por tomar outro caminho para Kiev, um dos principais alvos da invasão, ao contornar Chernigov.

## Cerco
Na tarde do dia 25, o Ministério da Defesa da Rússia anunciou que as forças russas haviam cercado Chernigov, e que estaria sitiada a partir de então.
Em 26 de fevereiro, forças ucranianas alegaram ter derrotado tropas russas que tentaram tomar a cidade, com vários tanques russos supostamente tomados pelos ucranianos. No dia seguinte, oficiais da Ucrânia anunciaram que as forças de invasão tinham danificado considerável parte do centro da cidade com mísseis e um cinema histórico fora destruído. Forças russas disseram, mais tarde, que tinham cercado totalmente Chernigov.
Em 3 de março, um ataque aéreo russo foi relatado tendo atingido edifícios residenciais e duas escolas. Cerca de 47 pessoas teriam morrido neste bombardeio.
Em 5 de março, nas cercanias de Chernigov, militares ucranianos derrubaram uma aeronave russa perto de Masany, capturando os dois pilotos.
No dia 6 de março, pela manhã, cerca de 141 assentamentos da região ficaram sem energia elétrica. Os ataques continuaram enquanto a Força Aérea Russa lançava bombas pesadas em edifícios residenciais destinados a fortificações. A cidade recebeu ajuda humanitária (alimentos, remédios e outros mantimentos) e, devido à ameaça de bombardeio, os caminhões foram imediatamente descarregados.
Em 10 de março, o prefeito Vladyslav Atroshenko disse que as forças russas haviam completado o cerco de Chernigov, acrescentando que a cidade estava completamente isolada e que a infraestrutura crítica para seus 300 000 moradores estava falhando rapidamente, pois a infraestrutura civil local sofria repetidos bombardeios.
Entre 11 e 13 de março, Chernigov foi entensamente bombardeada pelos russos, incluindo o estádio de futebol local, um complexo de hotel, um dormitório e um prédio da universidade politécnica local.
Em 25 de março, as autoridades ucranianas disseram na sexta-feira que as forças russas cortaram a cidade de Chernihiv, no norte, depois de destruir uma ponte no sul, enquanto as tentativas do exército russo de cercar totalmente a cidade não tiveram sucesso.
Em 31 de março, o exército ucraniano recuperou o controle da Rodovia M01 que conectava Chernigov com a capital Kiev, rompendo em definitivo o cerco russo. O prefeito relatou a primeira noite tranquila desde o início da guerra. Em 1 de abril, autoridades ucranianas relataram que as forças russas estavam em retirada por toda a região de Chernigov.
Em 2 de abril, o exército ucraniano reconquistou a vila de Shestovytsia, logo após terem conquistado a estratégica vila de Sloboda.
Em 4 de abril, forças ucranianas reconquistaram as vilas de Kolychivka, Yagidne e Ivanivka, com o governador Chaus afirmando que os militares russos haviam abandonado o Oblast de Chernihiv, mas que haviam plantado minas terrestres em muitas áreas.